# Kommunistiese Eenheidsbeweging Nederland
De Kommunistiese Eenheidsbeweging Nederland (marxisties-leninisties), of Kommunistische Eenheidsbeweging Nederland (marxistisch-leninistisch), afgekort KEN(ml) was een maoïstische splinterpartij, opgericht in januari 1970 als voortzetting van het Marxistisch Leninistisch Centrum Nederland (MLCN).

## Geschiedenis

### Oprichting
De KEN(ml) is ontstaan als gevolg van de Sovjet-Chinese breuk, toen de internationale discussie tussen Moskou en Beijing ook in Nederland tot meningsverschillen in communistische kring leidde. Een groep CPN-leden, hoofdzakelijk in Rotterdam, wilde dat de CPN een meer pro-China koers ging varen, hetgeen onacceptabel was voor de CPN-leiding.  Onder de oprichters van het MLCN in 1964 waren de Rotterdamse zakenman Nico Schrevel (voorzitter) en pijpfitter Daan Monjé. In 1966 werden de leden van het MLCN geroyeerd uit de CPN. In 1970 wijzigde de MLCN haar naam in KEN(ml).  Een van de leden in de leiding van de KEN(ml) was een infiltrant van de BVD die in 1971 ontdekt werd.
Het partijblad van de KEN heette, net als het blad van het eerdere Marxistisch Leninistisch Centrum Nederland, Rode Tribune. Dit naar voorbeeld van de vooroorlogse krant van de Communistische Partij Holland (later CPN) (zie Tribune). Het partijblad van de Socialistische Partij (SP) heet nog altijd Tribune.
De KEN kreeg een (relatief) grote aanhang, en landelijke bekendheid, toen de partij in 1970 een hoofdrol speelde in een wilde staking van Rotterdamse havenarbeiders. De nieuwe aanwas bestond grotendeels uit studenten.

### Splitsingen
Binnen de partij ontstonden twee facties, een 'intellectuele' onder leiding van Schrevel (voornamelijk gevestigd in Tilburg) en een 'proletarische' onder Monjé (voornamelijk gevestigd in Nijmegen). De Nijmeegse factie verwachtte dat alle leden (ook het studentenkader) in de industrie zouden gaan werken, om aldaar de arbeidersklasse te organiseren. De Tilburgse factie was van mening dat dit niet verplicht kon worden gesteld aan leden. Daarnaast was er discussie over de interpretatie van Mao's leer met betrekking tot de massalijn, dat wil zeggen hoe een communistische partij bestaande ideeën in de arbeidersklasse kan omzetten in concrete acties. Hierin koos de Nijmeegse factie een meer praktische (of 'proletarische') benadering, terwijl de Tilburgse factie het belang van de marxistische theorie benadrukte. 
Uiteindelijk splitste Monjé zich in 1971 af, en richtte hij samen met schrijver Koos van Zomeren en Hans van Hooft sr. de Kommunistiese Partij Nederland/Marxisties Leninisties (KPN(ml)) op, Naar schatting stapte 60% van de KEN(ml) leden over naar de KPN(ml). Na een jaar veranderende de KPN(ml) haar naam in Socialistiese Partij (SP). Bij de boedelscheiding nam de SP de drukpers van de KEN over, die later een belangrijk politiek-strategisch wapen zou blijken te zijn.
In 1972 volgde er opnieuw een splitsing bij de KEN (ml). Dit kwam door het besluit van de leiding van de KEN (ml) om zich hoofdzakelijk te focussen op de Rotterdamse haven. Een gedeelte van het oudere kader in Rotterdam kon niet goed samenwerken met het nieuwe en jonge kader uit voornamelijk Brabant en besloot zich af te splitsen. Deze leden vormde de Kommunisten Kring Rotterdam (KKR-ml). Ook de KEN afdeling Breda kon niet leven met de focus op Rotterdam en splitste zich af en vormde de Kommunistiese Kring Breda (KKB-ml). In 1978 zouden deze afsplitsingen fuseren met de Bond van Nederlandse Marxisten-Leninisten tot de Kommunistiese Arbeiders Organisatie (marxisties-leninisties) (KAO-ml).

### Politiek werk
De KEN(ml) stak de meeste energie in activiteiten in de Rotterdamse haven, de metaalindustrie in het Rijnmondgebied en de in deze sectoren actieve vakbonden. Ze probeerde de massa's verder middels mantelorganisaties te mobiliseren. De belangrijkste waren de Kommunistiese Studentenbond (KSB) en het Landelijk Vietnam Komitee (LVK) dat in 1972 in Rotterdam een algemene demonstratie tegen de Vietnamoorlog organiseerde met een opkomst van 10.000 mensen en een scholierendemonstratie van 5.000 deelnemers. 

### Teloorgang
Nadat Kees de Boer het politieke secretariaat in 1974 overnam van Bert Cremers begon KEN(ml) aan een zigzagkoers die voor veel leden niet meer te volgen was en waardoor een leegloop begon. Deze zigzagkoers werd gedeeltelijk veroorzaakt door het fluïde binnen- en buitenlandbeleid van China, zeker na de dood van Mao in 1976, maar ook door de persoonlijke leiding van Kees de Boer, die steeds meer sektarische neigingen begon te vertonen. De partij bleef in eerste instantie nog op veel terreinen politiek actief, maar vanaf eind jaren zeventig concentreerde ze zich helemaal op zichzelf. Zo werd in 1975 het bedrijvenwerk opgeheven.  
In maart 1976 hield de KEN(ml) - geïnspireerd door de toenmalige Chinese buitenlandpolitiek - met haar nieuwe mantelorganisatie Beweging voor Vrijheid en Onafhankelijkheid (BVO) in Amsterdam een teach-in (protest-vergadering met educatieve opzet) om voor het Sovjet-gevaar te waarschuwen. In 1977 deed de KEN(ml) een mislukte poging om een Tweede Kamerzetel te veroveren.  
In 1981 werden de KEN(ml) en haar krant de Rode Tribune opgeheven. Het traditionele communistische organisatieprincipe van het democratisch centralisme werd vervangen door dat van een goeroe met volgelingen en de partijorganisatie viel uiteen in een aantal communes. Kees de Boer startte een campagne voor vrije seksualiteit. Vaste relaties werden taboe verklaard, evenals exclusieve banden tussen ouders en kinderen. Samen met een kleine kliek bepaalde hij wie bij wie diende te wonen en te slapen. Critici werden in collectieve sessies (ook fysiek) onderhanden genomen en gewezen op resten burgerlijke ideologie. Midden jaren '80 kwam de groep in opspraak na een politie-inval vanwege verdenking van verwaarlozing van kinderen en ontucht met minderjarigen.

## Ledenaantal en invloed
Het ledental van de KEN (ml) heeft gedurende haar bestaan sterk gefluctueerd. Op haar hoogtepunt, voor de splitsing in 1971, had de KEN (ml) ongeveer 200-300 kaderleden. Na de splitsing tussen de KEN en de KPN (M/L)  daalde dit tot 80 leden, in 1974 waren er slechts nog 24 leden. Echter, de invloed van de KEN (ml) was altijd groter dan haar ledental deed vermoeden. Van (kader)leden werd namelijk verwacht dat zij zeker in deeltijd en in sommige gevallen zelfs voltijds zich zouden toeleggen tot de partij.  Daarnaast waren de mantelorganisaties van de KEN, zoals de KSB en de LVK groter dan de KEN zelf. Naar schatting waren rondom de KEN en haar mantelorganisaties zo'n 400 mensen actief. 
De Rode Tribune had midden jaren '70 een oplage van zo'n 3.500 exemplaren, waarvan 1.800 abonnees. 

## Internationale relaties
Als maoïstische partij onderhield de KEN nauwe banden met China. Echter, de directe invloed van China in de vorm van financiële en materiële steun werd gedurende de jaren '70 steeds minder. In Europa onderhield de KEN nauwe banden met de Duitse Kommunistische Partei Deutschlands (Aufbauorganisation) (KPD-AO) en de Italiaanse Partito Comunista (Marxista-Leninista) Italiano (PC (M-L)I). Leden bezochten elkaars acties, conferenties en zomerkampen. Daarnaast werden er vaak artikelen wederzijds vertaald en geplaatst in de partijkranten.

## Verkiezingsuitslagen
| Jaar | Verkiezingen | Stemmen | %     | Lijsttrekker     |
| ---- | ------------ | ------- | ----- | ---------------- |
| 1977 | Tweede Kamer | 2.649   | 0,03% | Wouter ter Braak |